# Андріївський узвіз (роман)
«Андріївський узвіз» — роман українського письменника Володимира Діброви. Вийшов у видавництві «Факт» у 2007 році.

## Сюжет
У «Андріївському узвозі» 54-річного чоловіка зі смаком і досвідом, чоловіка, який відчував при ходьбі кожен м’яз свого тіла, який дослужився до посади проректора, раптово хапає інсульт. Оскільки держава прирівняла науковців до держслужбовців, пенсія в чоловіка має бути не найгіршою. Проте це його чомусь не радує. У нього є донька, дружина, два зяті — колишній і актуальний – обидва талановиті поети.
У чоловіка скоро буде внук, якого назвуть на честь діда. І це найяскравіший момент роману. У чоловіка є друг-ректор, з яким він розсварився через кляту ректорку, і коханка, яка брутально кидає чоловіка, бо виходить заміж за іноземця. Через відкоша, отриманого від останньої коханки, у чоловіка й стався інсульт. На щастя, після лікування йому милостиво повернули всі досі паралізовані частини тіла. Після такого дива герой повернувся не тільки в лоно родини, а й у лоно церкви. На святі міста, що традиційно відбувається на Андріївському узвозі, із чоловіком стався другий інсульт. У коматозному стані він мандрує в потойбіччя. Виринаючи із потойбіччя й потрапляючи в реальність, чоловік бачить обличчя дружини, осяяне любов’ю, в якому збіглися початок і кінець. Він розуміє — йому вибачили.

## Критика
У романі «Андріївський узвіз» В. Діброва намагався вписати біографію свого «задушеного покоління» в історію України, хоча й не показав геноциду власної родини як основи незалежності. З висоти пташиного польоту над Андріївським узвозом його герою відкривається те, що прийнято називати Задумом. Як і в усій своїй творчості, В. Діброва передає відчуття приреченості свого покоління, що народилося не в тому місці й не в той час. 
— Роксана Харчук
Людське життя надто коротке – лише п’ять зупинок, і ти вже сивий, розбитий інсультом, падаєш посеред вулиці й хтозна, чи піднімешся. Що лишається? Хіба що схопитися за линву минулого, щоб повернутися туди, де вже був. І з кожним кроком назад знімати з себе, немов лушпиння, дріб’язкові клопоти та інтриги, захоплення та невдачі, амбіції та проблеми, характерні певному вікові… Герой книги проходить п’ять зупинок: Статечний вік – Зрілість – Молодість – Юність – Дитинство. І наприкінці бачить, що навіть опинившись у точці відліку, не має змоги щось змінити: “В який би він зараз бік не пішов, він вже знає, чому його так вабить линва. Він бачив, що вона проходить через все його життя.”
— Віта Левицька

## Нагороди
Переможець конкурсу «Книга року Бі-Бі-Сі — 2007».